# 15858 Davidwoods
15858 Davidwoods è un asteroide della fascia principale. Scoperto nel 1996, presenta un'orbita caratterizzata da un semiasse maggiore pari a 2,1750965 UA e da un'eccentricità di 0,1542412, inclinata di 2,03375° rispetto all'eclittica.